# Жан Жузель

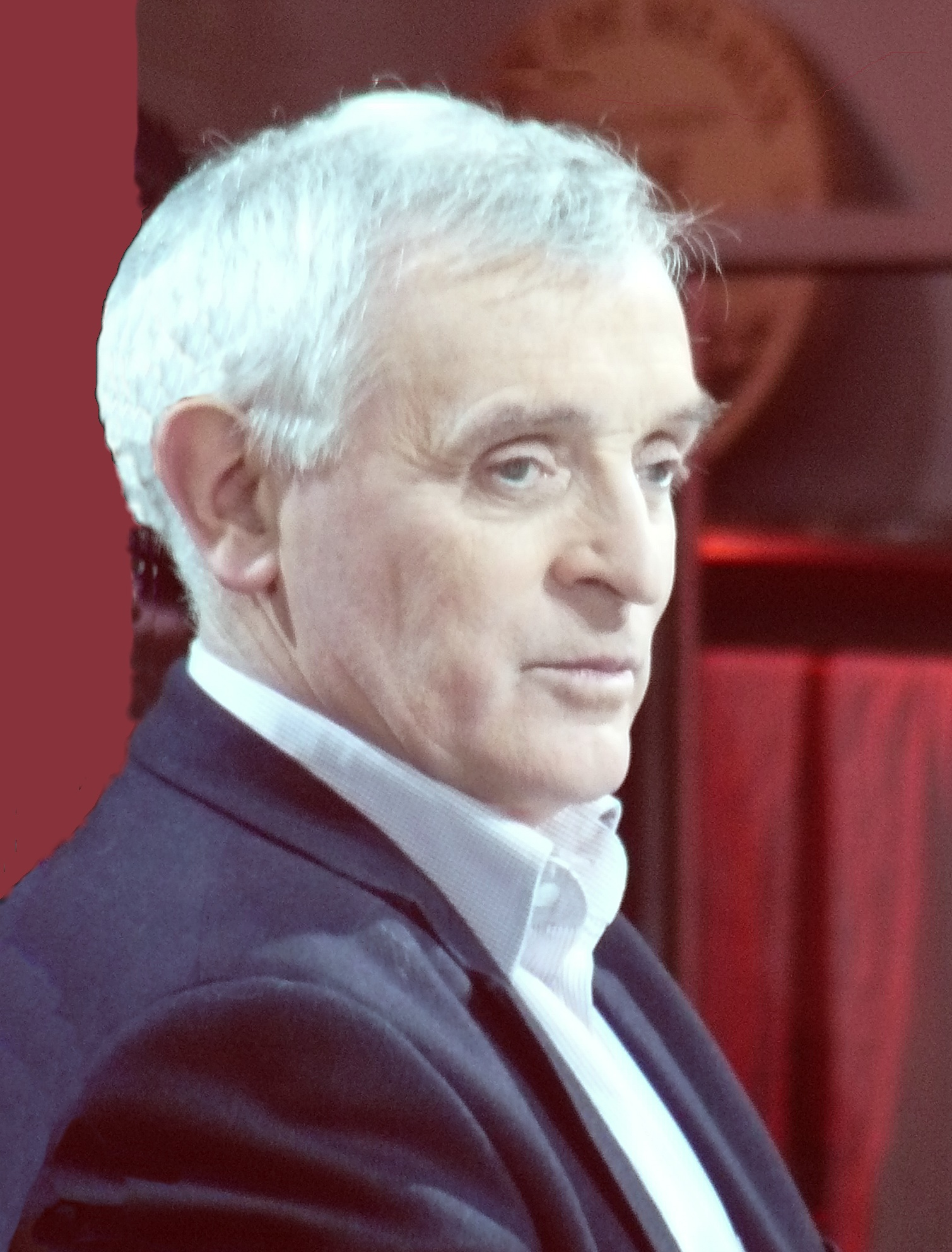
Жан Жузель у 2010 році

Жан Жузель (фр. Jean Jouzel; нар. 5 березня 1947) — видатний французький гляціолог і кліматолог. В основному він працював над реконструкцією минулого клімату, отриманого в результаті вивчення льодів Антарктики та Гренландії. Поза науковою спільнотою він славиться своїм активізмом, як кліматичний сповіщувач або як соціаліст.

## Кар'єра
Кар'єра Жана Жузеля розвивалась в основному в CEA (Commissariat à l'Energie Atomique), яка є французькою ядерною громадською організацією. У 1991 році він став віцепрезидентом LMCE, лабораторії CEA, присвяченої навколишньому середовищу та клімату; у 1995 р. став його керівником наукових досліджень. У 1998 році він став директором кліматичних досліджень LSCE, які були результатом злиття LMCE з іншою лабораторією екологічних досліджень. З 2001 по 2008 рік він був директором IPSL (Інститут П'єра Саймона Лапласа), який є основною федеративною лабораторією з питань кліматичних досліджень в Паризькому регіоні, включаючи CEA LMCE-LSCE. 
Він зосередив свої дослідження на ізотопному моделюванні, особливо ізотопів води для реконструкції минулого клімату, з крижаних ядер. З 70-х років він об'єднав свої зусилля з видатним французьким гляціологом Клодом Лорі і взяв участь у проєкті глибокого буріння льоду в Антарктиді, спочатку на Востоці, потім в EPICA (Європейський проєкт з крижаного поглинання в Антарктиді), який він очолював з 1995 по 2001 рік, що дозволило отримати дані про історію клімату за 800 000 років. 

## Залучення до МГЕЗК
З 2002 по 2015 рік Жан Жузель був заступником голови Наукової робочої групи Міжурядової групи з питань зміни клімату (МГЕЗК).

## Політична активність
Жан Жузель підтримав соціалістичних кандидатів, у тому числі Бенуа Хаммона на виборах президента Французької Республіки, які відбулись у 2017 році (перемогу отримав колишній соціаліст Еммануель Макрон)  та Анну Ідальго, для якої він погодився бути головою комітету підтримки Паризької Республіки на виборах мера 2020 року. 

## Нагороди
Жан Жузель отримав багато наукових або громадських нагород. 
У 1997 році він отримав медаль Мілутіна Міланковича. 
У 2002 році він отримав із Клодом Лорі золоту медаль CNRS, найвищу французьку наукову нагороду.
У 2012 році він отримав премію Фетлесена, яку поділила із Сьюзан Соломон. 
У 2015 році він отримав премію Леонардо да Вінчі від Європейської академії наук.
У 2016 році був обраний іноземним співробітником Національної академії наук США. 
У 2017 році був обраний членом Французької академії наук.